# ليو تاو
ليو تاو (بالصينية: 劉濤) هي ممثلة صينية، ولدت في 12 يوليو 1978 بنانتشانغ في الصين. من الجوائز التي نالتها Shanghai Television Festival ‏.

## أعمال

### أفلام
- (2017) الأجنبي

## جوائز
- Shanghai Television Festival [الإنجليزية]‏

## وصلات خارجية
- ليو تاو على موقع IMDb (الإنجليزية)
- ليو تاو على موقع ميوزك برينز (الإنجليزية)
- ليو تاو على موقع ميوزك برينز (الإنجليزية)
- ليو تاو على موقع قاعدة بيانات الفيلم (الإنجليزية)